# IPhone OS 3
iPhone OS 3是美國蘋果公司旗下行動作業系統iOS（時稱為iPhone OS）的第三個主要版本，取代前代作業系統iPhone OS 2。iPhone OS 3於2009年3月在蘋果位於加州庫帕提諾的公司總部中首次公布，並於同年6月17日正式推出。與之前iPhone OS的更新模式相同，iPhone OS 3可以在所有舊款的iPhone OS裝置上運行（但iPod touch裝置用戶需花9.95美元才可升級）。此外，iPhone OS 3是最後一個被命名為iPhone OS的主要版本（iPhone OS 3之後皆稱為iOS）。繼任者為2010年6月21日推出的iOS 4。
iPhone OS 3首次引入了「剪下」、「複製」和「貼上」功能，使用戶更方便移動文字或媒體；iPhone OS 3還新增了Spotlight搜尋功能，使用戶能輕鬆尋找聯絡人、郵件及應用程式等內容。iPhone OS 3將主畫面頁數提升至最多11頁，使主畫面能容納的最大程式數量提升至180個。在iPhone OS 3中，訊息應用程式首次支援MMS服務，同時iPhone 3GS上的相機應用程式新增了錄影功能。

## 歷史

### 公開與發佈
iPhone OS 3於2009年3月在蘋果位於加州庫帕提諾的公司總部中首次公開，測試版本隨後即向開發者釋出。
2009年6月17日，iPhone OS 3正式推出。

### 主要更新

#### 3.0.1
iPhone OS 3.0.1於2009年7月31日發布。此更新修補了因解碼SMS簡訊時記憶體損毀，可能導致服務意外中斷或任意程式碼執行的漏洞。

#### 3.1.1（3.1）
iPhone OS 3.1於2009年9月9日發布。在此更新中，Voice Control新增對藍牙耳機的支援；用戶可以將訊息應用程式中的影片儲存至裝置中；影片剪裁新增了「儲存為新影片」選項，剪裁影片時不再強制覆蓋原始檔；Safari新增了「釣魚網站警告」選項；App Store及iTunes Store首次支援禮物卡及優惠劵。 此更新免費提供給所有iPhone用戶及已升級至iPhone OS 3.0的iPod touch用戶，但未升級至iPhone OS 3.0的iPod touch用戶需花4.95美元才可升級。此更新也修補了一些安全漏洞。

#### 3.1.2
iPhone OS 3.1.2於2009年10月8日發布。此更新修正了部分iPhone無法喚醒的問題及一些安全性漏洞。

#### 3.1.3
iPhone OS 3.1.3於2010年2月2日發布。此更新修正了iPhone 3GS電池蓄電量的正確度問題、第三方應用程式無法啟動的問題及一些安全性漏洞。由於硬體機能問題，此更新成為了第一代iPhone及第一代iPod touch的最終iPhone OS版本。

#### 3.2
在iPad發表後，蘋果將iPhone OS改稱為iOS。iOS 3.2於2010年4月3日發布，此更新新增橫向螢幕模式支援、第三方顯示器輸出訊號支援、藍牙鍵盤支援，更新定位服務伺服器，並首次引入720p高畫質影片支援。此更新也是iPad的第一個iOS版本。

#### 3.2.1
iOS 3.2.1於2010年6月15日發布。此更新修正了一些漏洞，並於「搜尋引擎」選項內新增了Bing。

#### 3.2.2
iOS 3.2.2於2010年8月11日發布。此更新改良系統界限檢查機制，修補了因處理作業程式碼時的緩衝區溢位問題，導致檢視PDF文件時，若文件含有惡意製作的內嵌字型，可能允許執行惡意程式碼的漏洞。此更新也修補了越獄工具JailbreakMe使用的Safari漏洞。此更新為iPhone OS/iOS 3的最終版本。

## 新特性

### 文字剪貼功能
在iPhone OS 3中，長按文字後裝置會跳出一個包含“剪下”、“复制”和“貼上”選項的小框；如果剪貼板中已有儲存內容，再次長按會跳出“貼上”的小框。用戶可以在不同軟件之間剪貼文字，如果不小心貼上了不需要的內容，只需晃動裝置就能取消操作（裝置需開啟相關設定以啟動晃動裝置取消操作功能）。

### 照片複製功能
在iPhone OS 3中，用戶可以透過長按畫面复制照片，并可將其粘貼到郵件附件中。

### Spotlight搜尋功能增強
在iPhone OS 3中，用戶能夠搜索裝置儲存的資料。如果軟件支援新版Spotlight搜尋功能，其資料就會出現在Spotlight的搜索結果中。

### 郵件、行事曆和iPod App搜索功能
在iPhone OS 3中，用戶能夠搜索上述軟件中的內容。雖然在郵件的搜索介面中仍然不支持郵件內容的搜索，但已支持IMAP伺服器搜索功能。

### 支援橫向鍵盤
在iPhone OS 3中，增添了橫向鍵盤模式可使用在應用程式（如郵件、備忘錄和SMS App等）中。

### 增加多種行事曆類型的支持
在iPhone OS 3中，用戶可以透過幾种新版協定使用行事曆，包括谷歌和雅虎支持的CalDAV以及苹果iCal使用的.ics。

### 通知功能
在iPhone OS 3中，裝置可以自動接收來自軟件的信息。當接收到新信息時，裝置會通過振動或發聲方式提醒用戶。

### 支持VoIP通話
iPhone OS 3支持VoIP通話，這意味著用戶在与其他用戶玩遊戲的同時，也能相互通話。用戶通話內容會通過VoIP通訊協定傳輸。

### 股票 App 功能增強
在iPhone OS 3中，新版股票 App 使用戶能了解与該企業相關的信息。

### 自動填寫
在iPhone OS 3中，Safari能記憶用戶名和密碼，用戶只要點擊輸入框並點選鍵盤上的“自動填寫”即可，不需重复輸入登入信息。

### 其他功能
取用限制功能增強：除了限制网站瀏覽和聽音樂外，取用限制還可限制觀賞電影及下載App及音樂。
點對點藍牙連接：這一新功能使二部裝置能通過藍牙以點對點方式直接相接傳輸資料。
反网路詐騙功能：Safari能提醒用戶警惕惡意网站。
立体聲藍牙A2DP裝置支持：用戶可以在裝置上接上立体聲藍牙 A2DP 裝置，如耳机或音箱等。
shuffle模式：如果正在運行iPod App，只需晃動裝置一下，裝置就會進入shuffle模式（這一功能對体育愛好者非常有用）。
遠端控制器：這一新功能使裝置能成為周邊產品的控制器（如利用此功能的Lifescan軟件能使iPhone接到血糖儀上，如果用戶血糖太高或太低，這款軟件就會“報警”）。
第三方軟件的內地建圖支援：第三方軟件可以通過API直接使用內建地圖。
自動登入WiFi服務功能：這一功能使裝置能夠自動登入WiFi服務。
方向指示軟件：用戶可以利用裝置的GPS方向指示軟件，不需再依靠谷歌的地圖服務。
錄音功能支援：透過API，第三方軟件也可以支持錄音功能。

## 支援裝置
與之前iPhone OS的更新模式相同，iPhone OS 3可以在所有舊款的iPhone OS裝置上運行。
| - iPhone (第一代) （此iOS版本為最後一個支援此裝置的版本） - iPhone 3G - iPhone 3GS | - iPod touch (第一代) （此iOS版本為最後一個支援此裝置的版本） - iPod touch (第二代) - IPod touch (第三代) | - iPad (第一代) |  |

## 外部連結
- 官方网站 （繁體中文）